# Evania abrahami
Evania abrahami är en stekelart som beskrevs av Joseph 1952. Evania abrahami ingår i släktet Evania och familjen hungersteklar. Inga underarter finns listade i Catalogue of Life.